# Geração de leads
Geração de leads é um termo de marketing usado para descrever o início do interesse ou questão de um possível cliente num determinado produto ou serviço de uma empresa. Os leads ao contrário dos prospects, são contatos que demonstraram interesse por algum tipo de produto ou serviço.
Há muitos métodos para a geração de leads que normalmente são alguma forma de publicidade como campanhas em redes sociais, e-mail marketing e publicidade em mecanismos de busca da internet. Gerar leads significa captar potenciais clientes para um negócio. Muitas formas de geração de leads usam páginas de captura, formulários "pop-ups" e podem oferecer uma recompensa gratuita em troca dos dados de contato do possível cliente.
Tal ação se concretiza com o uso de ferramentas específicas que criam e automatizam esses processos. Existe uma grande gama de ferramentas focadas na geração de leads.

## O que são leads?
No Marketing, lead é um potencial cliente cujos dados de contato – como e-mail e telefone –foram capturados pela empresa. A partir daí, a organização pode entrar em contato com ele, estabelecer relacionamento e gerar uma venda.
O termo está mais presente no Marketing Digital, mas a captura de leads no marketing já existe muito antes da popularização da internet. Uma empresa fornecedora de alimentos, por exemplo, poderia capturar um lead por meio da foto da fachada de um mercado contendo seu nome, telefone e endereço. No marketing digital, no entanto, um lead geralmente foi um usuário do site que disponibilizou seus dados de contato através de formulários. Ele também pode ter os dados capturados online por outros meios, como em suas redes sociais.

## Por que investir na geração de leads?
Investir em geração de leads é a maneira de adquirir potenciais clientes para a sua empresa. Isso aumenta as chances de fechar negócios e, consequentemente, aumentar as receitas.
Além disso, a geração de leads também permite identificar as necessidades e interesses dos clientes, o que pode ajudar a melhorar a oferta de produtos e serviços da sua empresa.

## Suspects x prospects x leads x oportunidades
Os leads não são os únicos tipos de clientes em potencial. Existem também os suspects, os prospects e as oportunidades.
Todos são possíveis compradores da sua marca, mas em diferentes graus de interação com a sua empresa.

### Suspects
São as pessoas que são compatíveis com seu público-alvo, compartilham as características do seu perfil de cliente ideal e/ou estão dentro da sua definição de persona.
Porém, essas pessoas ainda não tiveram nenhum contato com sua marca, portanto, você não possui os dados para entrar em contato com elas.
Para isso, você precisa usar o inbound marketing, usando estratégias de atração para conseguir captar esses dados. 
Outra forma de conseguir esses dados é através da compra de listas ou consultas em plataformas como o Consulta CNPJ.

### Prospects
Os prospects são os potenciais clientes cujos dados você já obteve e com os quais você pode entrar em contato.
Para abordá-los, você pode usar estratégias de prospecção ativa como ligações oferecer seu produto/serviço, envio de cold mails ou abordagem através das redes sociais, como o WhatsApp. 

### Leads
Os leads, como vimos, são as pessoas que já interagiram com sua marca, deixando seus dados de contato em troca de um material exclusivo ou se cadastraram para receber e-mail marketing.

### Oportunidades
Já as oportunidades são aqueles leads que já interagiram com você, passaram pela qualificação dos pré-vendedores e estão conversando com seus vendedores.
Eles só precisam ser convencidos de que a sua solução é a melhor para resolver a dor deles. Por isso, os vendedores precisam conhecer boas técnicas de negociação e contorno de objeções para conseguir fazer o fechamento do negócio.

## Principais propósitos da geração de leads
Os principais propósitos da geração de leads são:
- comercialização de soluções, produtos ou serviços
- criação de um mailling de potenciais clientes para a equipe de vendas trabalhar
- construção da base de assinantes de newsletter
- o aumento desta base de assinantes

Em geral, o departamento ou área de marketing/marketing digital é o responsável pela geração de leads. Em alguns casos, as empresas terceirizam a geração de leads com agências especializadas neste assunto.
Devemos levar em consideração o fato de que, tão ou até mais importante do que gerar leads, é qualificá-los. 
A qualificação dos leads fará a total diferença no retorno sobre o investimento do seu negócio, pois através dela, separa-se o joio do trigo. Isto é, leads que realmente se interessam pelo seu produto ou serviço, dispensando ou colocando os desqualificados em um processo de aprendizagem, para então qualificá-los e os tornar futuros clientes.

## Qualificação de leads
A qualificação de leads é um processo que separa os leads que realmente possuem interesse em adquirir uma solução daqueles que ainda não estão prontos para negociar - ou precisam de uma solução diferente da oferecida pela sua empresa.
Esse processo é importante para que, dentre os leads que entram no funil da sua empresa, apenas os que realmente possuem potencial sejam trabalhados por seus vendedores, avançando no ciclo de vendas.
Alguns frameworks podem ser úteis para facilitar o processo de qualificação de leads.

### BANT Sales
O BANT Sales é uma técnica aplicada pela primeira vez na IBM e que utiliza 4 categorias de perguntas para qualificar os leads, de acordo com os seguintes critérios:
Budget (ou orçamento): perguntas que buscam validar se o lead possui o orçamento necessário para adquirir sua solução.
Authority (autoridade): perguntas que procuram confirmar se o lead participa do processo de decisão sobre a aquisição do seu produto/serviço.
Need (ou necessidade): questões que buscam garantir que o problema ao qual sua solução está relacionada é uma prioridade para o lead. Ou seja, se ele pretende fazer essa aquisição quanto antes ou se existe outro problema que mais urgente que vai acabar esgotando o orçamento do lead.
Timing (ou urgência): questões que procuram determinar o prazo em que o lead pretende alcançar o resultado almejado usando seu produto/serviço.

### GPCT
As perguntas dessa metodologia seguem uma estrutura que busca entender os objetivos (goals), planos (plans), desafios (challenge) e a urgência (timeline) do lead em adquirir sua solução.
Goals (objetivos): perguntas que procuram entender se sua solução realmente pode ajudar o lead a alcançar seus objetivos.
Plans (planos): perguntas que desvendam quais ações o lead precisará tomar para alcançar seus objetivos e qual é o andamento desse planejamento.
Challenges (desafios): nessa etapa, as perguntas buscam entender se o lead já tentou solucionar sua dor antes, quais são os principais desafios relacionados a essa dor e como é sua rotina comercial.
Timeline (urgência): questões que determinam se o lead sente urgência em resolver a dor que está relacionada à solução que sua empresa oferece a ele.

### GPCTBA&CI
Uma extensão do GPCT, esse framework usa 2 categorias herdadas do BANT Sales e mais dois tipos de perguntas para garantir uma qualificação mais completa.
Budget (orçamento): que procura validar se o lead possui o orçamento necessário para a aquisição
Authority (autoridade): perguntas que buscam descobrir se o lead faz parte dos tomadores de decisão
Consequences (consequências): questões que reforçam as consequências negativas podem surgir ao não se fazer a aquisição
Implications (implicações): perguntas que trazem os benefícios e vantagens de se comprar a solução.

### SPIN Selling
Criada por Neil Rackham e apresentada pela primeira vez em 1970 na obra SPIN Selling, essa técnica se baseou no estudo de 35 mil ligações, em mais de 20 países ao longo de 12 anos.
Como resultado, desenvolveu-se uma estratégia que busca qualificar os leads, priorizando uma postura consultiva e comprometida com a real entrega de valor.
Assim como o BANT Sales, o SPIN Selling, também classifica as perguntas em 4 categorias, onde:
Situation (situação): se enquadram as perguntas que ajudam a entender a situação atual do possível comprador, visando coletar informações.
Problem (problema): onde se encaixam as questões que buscam ilustrar os diferentes problemas que sua solução pode resolver para o potencial cliente
Implication (implicação): investigação que procuram mostrar ao prospect a importância de resolver o problema relacionado à solução que você oferece
Need-payoff (necessidade): perguntas que tem a intenção de demonstrar ao prospect a concluir, por conta própria, que a dor que sofrem deve ser solucionada quanto antes.
Qualificar leads manualmente é impossível em empresas que possuem uma base de contatos muito grande. Por isso, muitas empresas utilizam Lead Scoring, um sistema de pontuação que demonstra quais leads são mais importantes conforme critérios de perfil e interesse. Quanto mais um lead preenche os critérios, mais pontos ganha. Geralmente, esse sistema é automatizado.

## Acompanhamento
Desde o primeiro contato estabelecido com o potencial cliente, deve ser feito um acompanhamento desse lead.
Nele, tanto pode ser usado um único canal para manter contato, como também mesclar canais variados. Ou seja, você pode tanto acompanhar unicamente por ligações ou e-mails como acompanhar usando mais pontos de contato, como mensagens SMS, interações nas redes sociais, entre outros.
Esse acompanhamento deve acompanhar o lead em todo o seu processo de decisão - incluindo a pós-venda. Assim, é possível manter a satisfação do cliente e permitir um relacionamento mais estreito, aumentando o tempo de vida do cliente, reduzindo as taxas de cancelamento (ou perda do cliente) e permitindo estratégias de recompra.